# Мнимый больной
«Мни́мый больно́й» — комедия-балет в трёх актах Мольера и Марка Антуана Шарпантье, написанная в 1673 году. Впервые представлена 10 февраля 1673 года в театре Пале-Рояль. Четвёртое представление «Мнимого больного» 17 февраля стало для Мольера, игравшего роль Аргана, последним, — вечером после спектакля он умер.
Первый перевод комедии на русский язык появился ещё в 1743 году (под названием «Больным быть думающий»), первая постановка в России осуществлена в 1765 году силами любительской труппы.

## Сюжет
Арган считает, что он тяжело болен, и проводит время в бесконечных процедурах и приёмах лекарств. Его сумасбродство позволяет набивать свой кошелёк его аптекарю и врачу, роящимся вокруг состоятельного «пациента». Жена Аргана, мачеха его дочерей, всячески поддерживает в нём уверенность в неизлечимом недуге, дожидаясь, когда вся эта одержимость лекарствами сведёт его в могилу. Она неоднократно настаивает на том, чтобы он отослал дочерей в монастырь (так, если Арган отдаст Богу душу, всё его состояние перейдёт к ней одной). Старшая дочь Анжелика влюблена в молодого человека по имени Клеант, и об этой тайне знает лишь её служанка Туанетта. Накануне Клеант написал, что будет просить её руки, и вот сегодня Арган сообщает дочери, что он дал согласие на её брак с тем, кого ей сватают. Анжелика изумлённо выясняет, что это не Клеант, а племянник врача. Аргану выгоден этот союз, так как его родственниками станут люди, связанные с медициной, и он сможет, не ходя далеко, заботиться о своём здоровье. Ещё этот племянник — единственный наследник огромного состояния. Арган и его жена, Белина, встречаются с нотариусом, приглашённым Белиной, и он рассказывает, как Аргану следует на всякий случай составить завещание. Туанетта, подслушав их разговор, предупреждает Анжелику о кознях мачехи и обещает, что постарается помешать готовящемуся браку.
Туанетте удаётся известить обо всём Клеанта, и он приходит в дом Аргана, выдумав, что его послал временно заменить себя учитель пения Анжелики. Анжелика узнаёт его, но перед отцом не подаёт виду; она и Клеант постоянно обмениваются выражениями, истинный смысл которых понятен только им двоим. Как раз в это время приходит шурин врача, тоже врач господин Диафуарус со своим сыном по имени Тома — тем, кого Арган прочит дочери в женихи. Господин Диафуарус беспечно относится к своему делу, а Тома, что видно по его поведению и по рассказам отца, невежливый и довольно недалёкий юноша и не хочет учитывать в браке ничьих желаний, кроме своих собственных. Даже после слов Анжелики, что ему не следовало бы жениться на девушке, которая не хочет быть его женой, Тома отказывается менять своё мнение. Арган велит Клеанту спеть вместе с Анжеликой перед гостями. Клеант рассказывает историю двух влюблённых — опять же, так, чтобы лишь Анжелика поняла, что это о них, и через импровизационные куплеты ведёт с ней диалог. Арган прерывает их, недовольный «бесстыдными» героями куплетов, и прощается с Клеантом. Клеант уходит, приходит Белина и противостоит Анжелике в споре о свадьбе. Анжелика в открытую намекает, что она хочет выйти замуж по любви, но вот Белина вышла замуж из корысти. «Чтобы не дать удовольствия вызвать её на какую-либо дерзость», Анжелика тоже уходит. Господин Диафуарус и Тома, осмотрев Аргана и дав ему несколько «советов» насчёт здоровья, покидают его дом. Белина сообщает Аргану, что видела в комнате Анжелики молодого человека, а его младшая дочь может это подтвердить. Арган в гневе зовёт младшую дочь и после угроз выпытывает у неё, что молодым человеком был «учитель пения».
Туанетта сговаривается и с Беральдом, братом Аргана. Беральд убеждает Аргана в том, что у него отменное здоровье: доказательством является сам факт его никак не наступающей смерти от всех лекарств, которые ему прописывают. Когда аптекарь приходит, чтобы вновь провести «необходимые» процедуры, Арган по просьбе Беральда выражает желание перенести эти процедуры. Вскоре врывается возмущённый врач и обвиняет Аргана в невежественности, после чего желает ему всяческих «страшных» недугов и отказывается от него как от пациента. Туанетта, переодетая доктором, просит встречи с Арганом и наигранно рассказывает о своих резких способах лечения пациентов. Арган после посещения такого «врача» приходит в изумление. Беральд продолжает убеждать его, что Белина не заботится ни о нём, ни о его дочерях так, как старается показать. Он предлагает её проверить: Арган должен притвориться мёртвым, а Туанетта примется горько плакать по якобы усопшему хозяину. Белина, войдя в комнату и услышав неожиданную новость, приходит в восторг, радуясь, что она избавилась от вечно больной, неопрятной и неприятной обузы в виде мужа. Она хочет, чтобы Туанетта помогла ей на время скрыть эту смерть от других, пока Белина не приведёт в порядок все свои дела. Арган неожиданно для неё подаёт голос и вдогонку испугавшейся жене высказывает презрение насчёт её лицемерной заботы. Туанетта слышит шаги Анжелики и предлагает проверить и её. Анжелика приходит в отчаяние, когда слышит, будто бы отца нет в живых, а Клеант, вошедший вслед за ней, разделяет её горе. Арган снова «воскресает» и выражает ей отцовскую любовь, а также соглашается на её супружество с Клеантом при условии, что тот станет доктором. Беральд вместо этого предлагает самому Аргану стать доктором — тогда он «найдёт в самом себе всё, что нужно», и, к тому же, «ни одна болезнь не посмеет привязаться к доктору». Оказывается, в их дом пришли актёры с пьесой о посвящении в доктора, так что Арган должен сыграть в ней главную роль. Напоследок Анжелика спрашивает Беральда, стоит ли так смеяться над слабостью её отца. Беральд успокаивает племянницу, говоря, что это не насмешка, а всего лишь снисхождение к его слабости.

## Действующие лица
- Арган, мнимый больной
- Белина, вторая жена Аргана
- Анжелика, дочь Аргана, возлюбленная Клеанта
- Луизон, дочь Аргана, сестра Анжелики
- Беральд, брат Аргана
- Клеант, возлюбленный Анжелики
- Господин Диафуарус, врач
- Томас Диафуарус, его сын, наречённый жених Анжелики
- Господин Пургон, домашний врач Аргана
- Господин Флеран, аптекарь
- Господин ДеБоннфуа, нотариус
- Туанетта, служанка

### Действующие лица пролога
- Флора
- Два танцующих зефира
- Климена
- Дафна
- Тирсис, возлюбленный Климены
- Дорилас, возлюбленный Дафны
- Пастухи и пастушки, сопровождающие Тирсиса
- Пастухи и пастушки, сопровождающие Дориласа
- Пан
- Фавны, танцующие

### Действующие лица Первой интермедии
- Полишинель
- Старуха
- Стрелки́
- Стражники

### Действующие лица Второй интермедии
- Мавры и мавританки

### Действующие лица Третьей интермедии
- Шесть аптекарей
- Восемь аптекарских учеников
- Двадцать два врача
- Восемь танцующих и два поющих хирурга

## В других видах искусств
- В 1980 г. по пьесе поставлен одноимённый советский телефильм.
- В 1961 г. по пьесе в Будапеште поставлен одноимённый зингшпиль (композитор Эржебет Сёньи)